# سراپیس
سراپیس، یا ساراپیس (به انگلیسی: Serapis OR Sarapis) (به یونانی: Σέραπις or Σάραπις) یک خدای یونانی –مصری است. پرستش این خدا در سده سوم پیش از میلاد و بنا بر دستور بطلمیوس نخست برای متحد کردن مصریان و یونانیان در سرزمین خودش آغاز گشت.

سراپیس با ظاهری یونانی ولی با نقش و نگارهای مصری نمایش داده می‌شده و مشهورترین معبد این خدا سراپیوم اسکندریه بوده‌است.

## نگارخانه

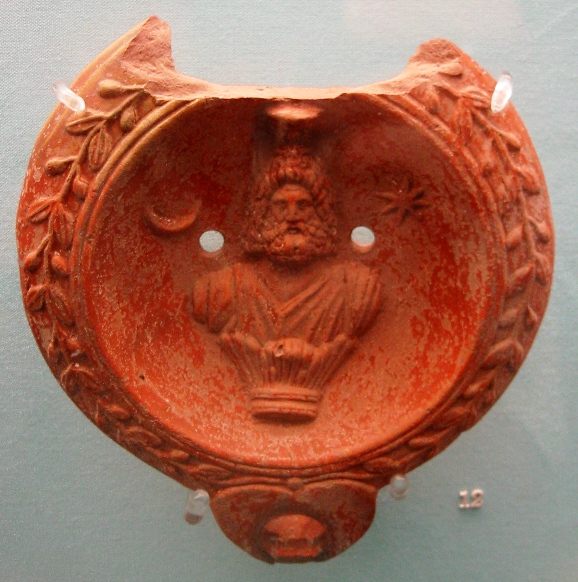
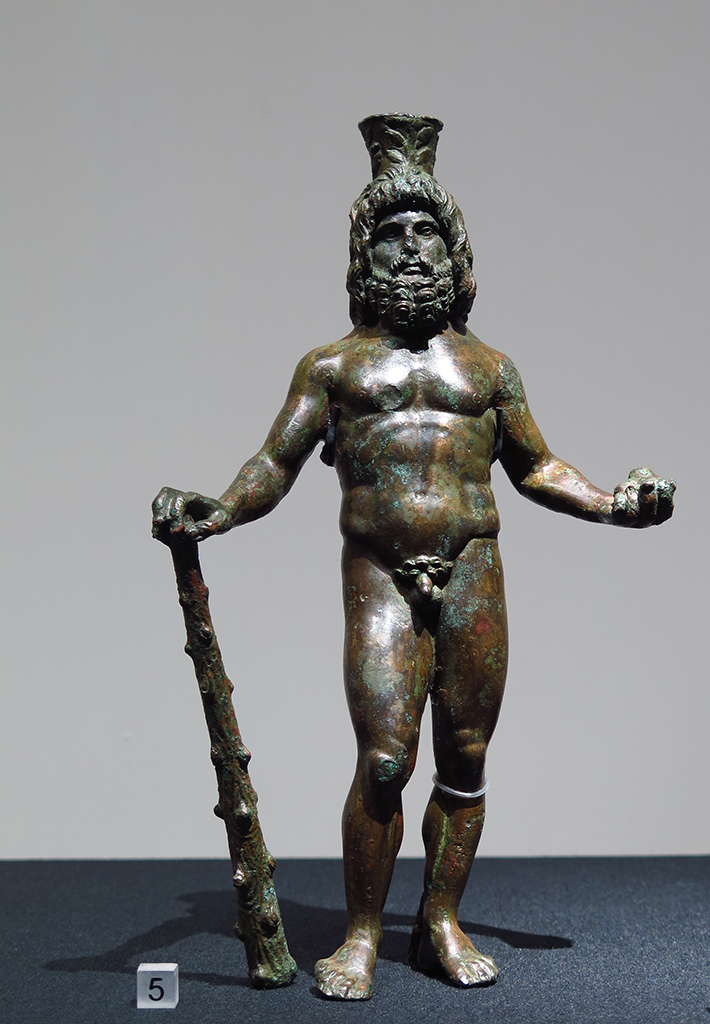
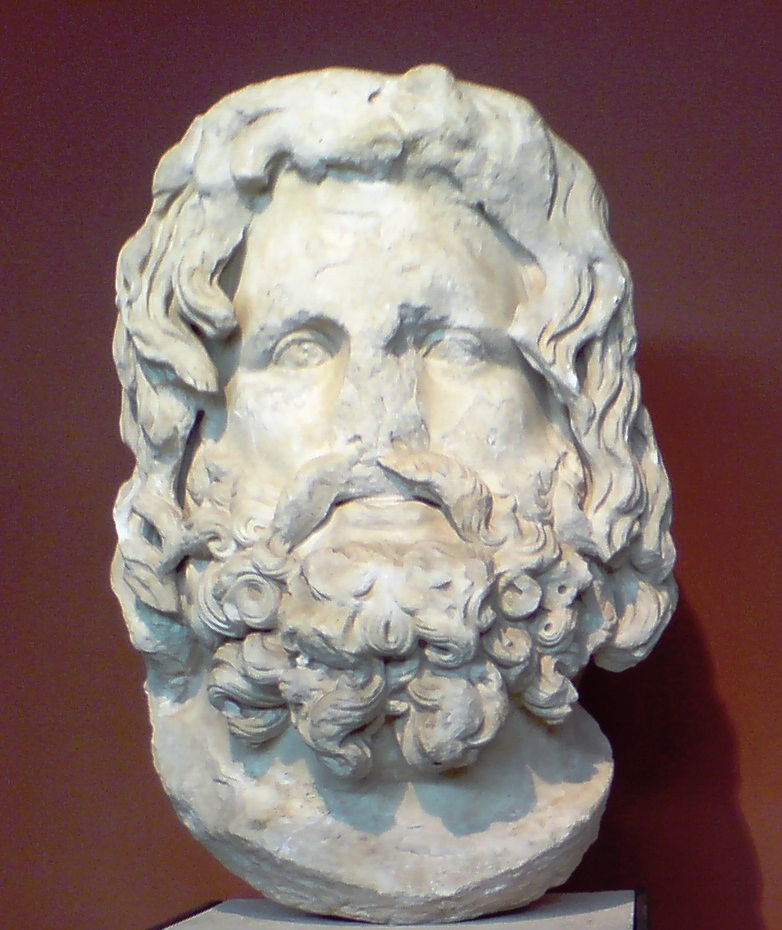
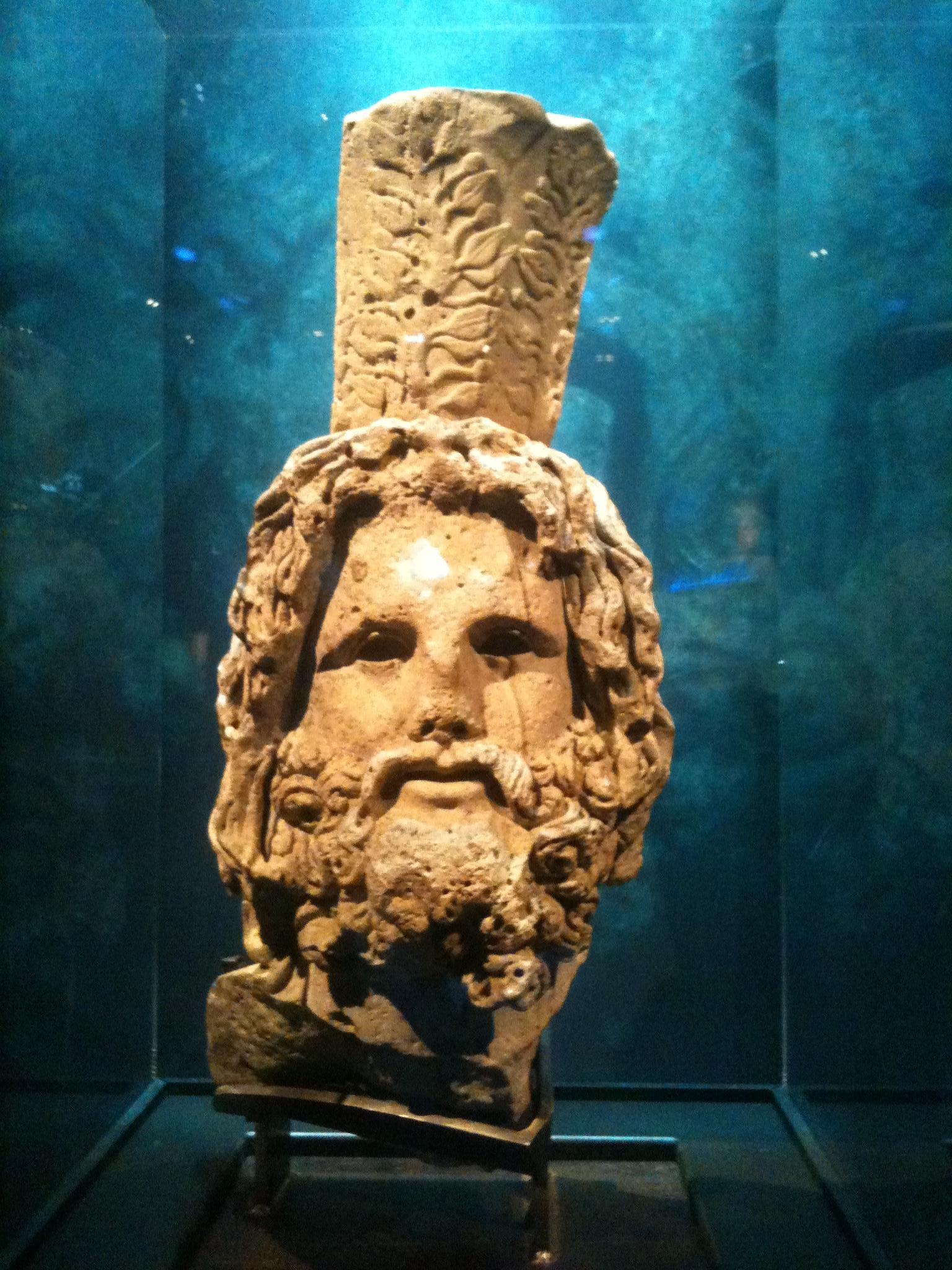